# Anna von Gierke
Anna von Gierke, née le 14 mars 1874 à Breslau et morte le 3 avril 1943  à Berlin, est une pédagogue sociale et une femme politique allemande du Parti populaire national allemand. Anna von Gierke consacre sa vie à la protection de l'enfance et de la jeunesse, elle met en place un réseau de maisons pour les jeunes et organise des formations qualifiantes pour le personnel qui y travaille. Elle fonde l'Association allemande de protection sociale (DPWV).
Anna von Gierke fait partie du mouvement des femmes et les femmes sont le principal groupe cible de son travail. Bien que conservatrice, elle fait progresser l’émancipation professionnelle et politique des femmes.
En 1919 elle est une des 36 premières femmes élues à l'Assemblée nationale de Weimar où elle siège pour le Parti populaire national allemand. La montée des idées nazies et son statut de non-aryenne, mettent cependant rapidement fin à sa carrière politique.

## Jeunesse et famille

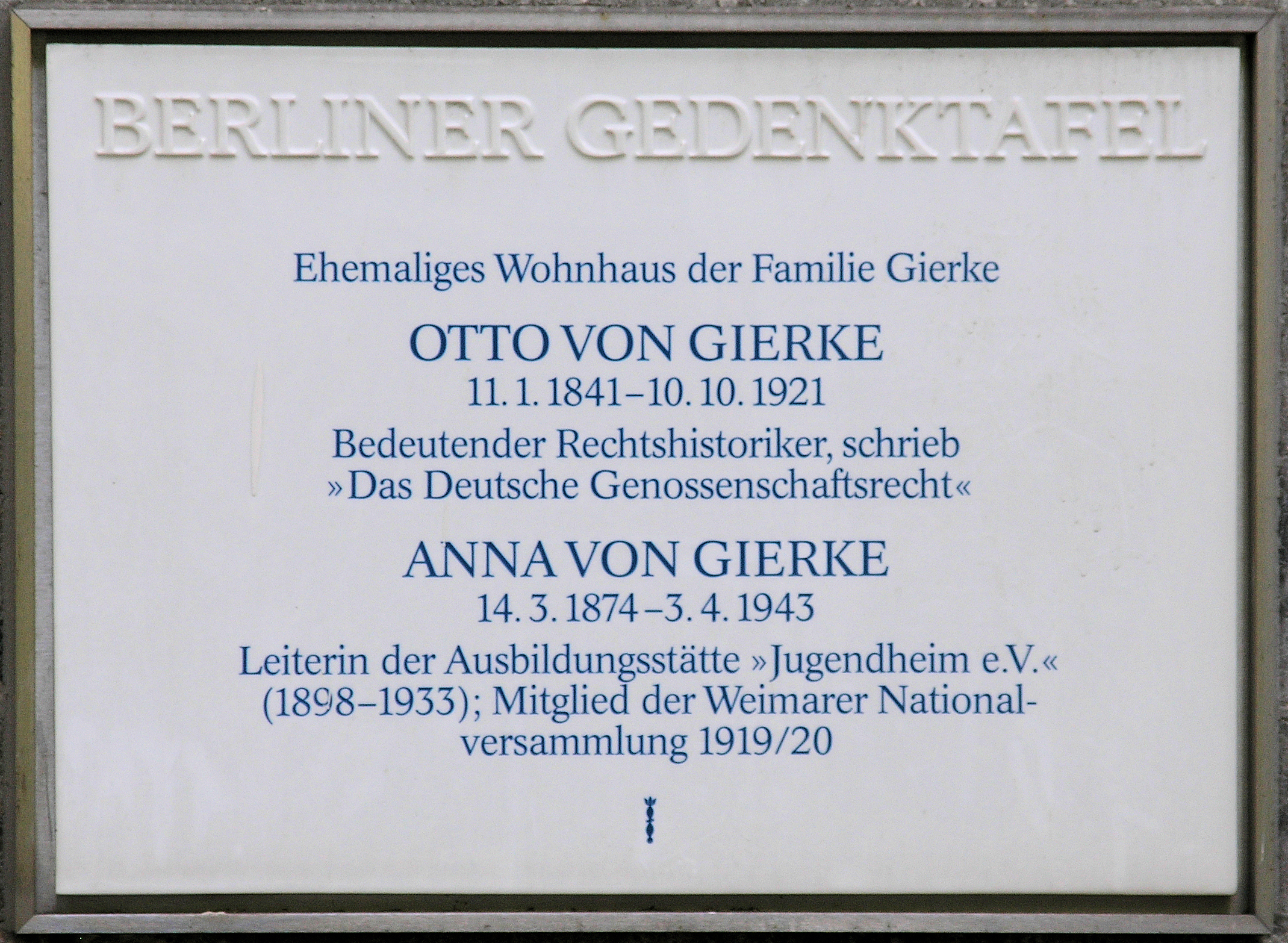
Plaque commémorative de Berlin à la Carmerstrasse 12, à Berlin-Charlottenburg.

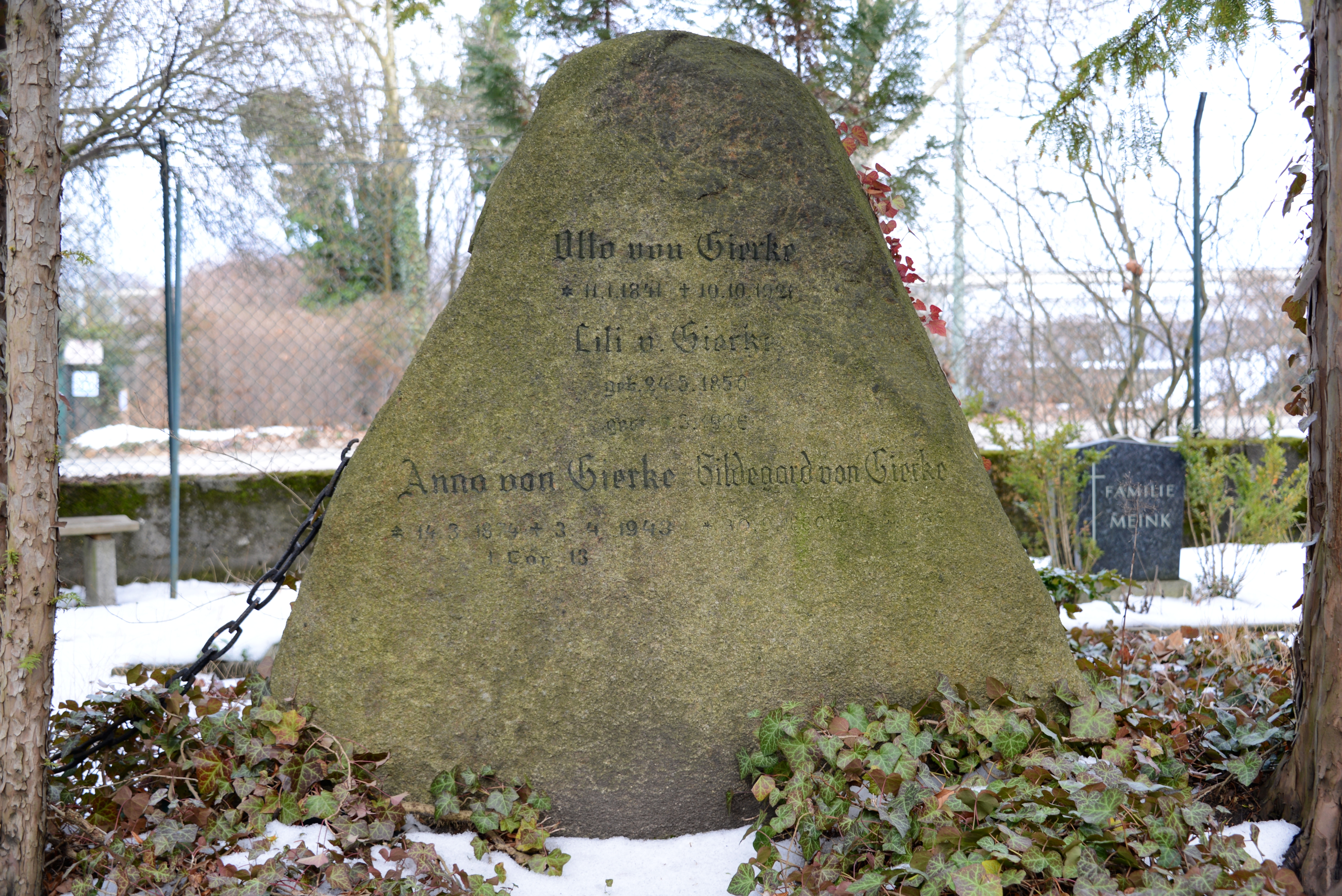
Tombe de la famille von Gierke.

Anna Ernestine Therese Gierke, dite Nanna, est née le 14 mars 1874 à Breslau, est l'aînée des six enfants de l'avocat, historien du droit et homme politique social Otto von Gierke (1841-1921), considéré comme le fondateur du droit coopératif en Allemagne, et de Lili Loening, issue d'une famille d'éditeurs juifs. Parmi ses frères et sœurs et trois frères figurent l'assistante sociale Hildegard von Gierke (de), le professeur de droit Julius von Gierke (de) et le pathologiste Edgar von Gierke (de). Otto Gierke est anobli en 1970 et tous les membres de la famille prennent alors le nom de von Gierke. Sa mère, Lili Loening- von Gierke, est impliquée à titre bénévole dans des œuvres sociales bénévoles, comme l'Association des Femmes Elisabeth, très respectée à l'époque, qui s'occupe des femmes pauvres venant d'accoucher et de leurs bébés.

## L'accueil parascolaire
Après avoir fréquenté les écoles secondaires pour filles de Heidelberg et de Berlin, Anna von Gierke reprend la direction d'une garderie parascolaire travaille dans une garderie parascolaire du Verein Jugendheim (de) fondée par Hedwig Heyl (de) à Charlottenbourg pour les familles ouvrières de l'usine de son mari.
En 1898, après une formation complémentaire en matière d'enseignement préscolaire et d'économie domestique à la Maison Pestalozzi-Fröbel (de) à Berlin-Schöneberg, elle est nommée à la tête du Verein Jugendheim. Elle dirige les premières formations pour les aides-soignantes des garderies extrascolaires, qui sont progressivement mises en place dans toutes les écoles de Charlottenburg, recrute des infirmières scolaires et organise des repas scolaires à Charlottenburg.
En 1907, le magistrat de Charlottenbourg, Paul Mattig, lui propose de créer un centre d'alimentation destiné à accueillir les enfants nécessiteux, entre l'école et la garderie extrascolaire. Anna von Gierke accepte mais exige que des infirmières scolaires soient embauchées dans les écoles communautaires nouvellement construites pour sélectionner les enfants pour les repas scolaires et pour améliorer les contacts entre l'école, les institutions sociales, les parents et l'accueil périscolaire. La formation continue requise a eu lieu au sein de l'association des foyers de jeunesse. Le magistrat met à disposition un terrain et Anna von Gierke réunit les fonds nécessaires à la construction. En novembre 1910, a lieu l'inauguration de la maison de jeunesse, une maison de six étages avec un jardin sur le toit et deux bâtiments transversaux autour d'une cour intérieure, avec une cuisine centrale. Des salons, des ateliers, des crèches, des jardins d'enfants coexistent sous le même toit,.
En 1911, Anna von Gierke ouvre le séminaire d'éducation sociale dans la Maison de jeunes. La formation prépare à deux métiers, celui d'éducatrice périscolaire et celui d'infirmière scolaire, qui sont rapidement reconnus et répandus dans toute l'Allemagne.
En 1912, Anna von Gierke organise la fusion des associations berlinoises d'accueil parascolaire et devient la présidente de l'Association nationale des centres d'accueil parascolaires allemands (qui prend en 1924, le nom d'Association allemande pour l'accueil des enfants scolaires - Deutscher Verband für Schulkinderpflege).

## Durant la Première Guerre mondiale
En 1915, sur proposition d'Hedwig Heyl, elle fonde l'Association des femmes au foyer de Charlottenburg (Charlottenburger Hausfrauenverein) afin d'organiser des repas populaires après le blocus des ports maritimes allemands et conseiller les femmes sur la gestion économe du ménage.
en 1918, elle devient membre du conseil d'administration de la Fédération et, plus tard, de la Fédération associations allemandes du Reich des femmes au foyer (de).
À partir de 1917, lorsque les femmes sont mises au travail dans les usines et l'agriculture pour pallier l'absence des hommes, la prise en charge des enfants devient un enjeu de l'effort de guerre. Anne von Gierken est alors nommée experte en protection de l'enfance au ministère de la Guerre à Berlin et poursuivit ses voyages d'inspection des écoles et élabore des directives nationales pour les centres d'accueil parascolaires,.
Avec Leopold Langstein (de) (1879-1933), Anna von Gierke, est à l'origine de l'intégration de diverses associations indépendantes dans une association faîtière non confessionnelle, la Cinquième Association de Protection sociale (Fünfter Wohlfahrtsverband) qui devient en 1932 l'Association allemande paritaire de protection sociale (de). Ce regroupement assure aux institutions de protection de la jeunesse et aux associations de femmes une plus grand influence et de meilleures ressources. A parti de 1925 elle en est la présidente.
En 1921, avec Martha Abicht (de), Anna von Gierke fonde la maison rurale de jeunes Finkenkrug à Falkensee, un lieu de repos pour les enfants ainsi qu'un centre de formation. L'établissement s'efforce de rester indépendant politiquement et économiquement, en élevant de la volaille et en cultivant un potager. Il devient un modèle pour d'autres institutions similaires,.
À partir de 1923, Anna von Gierke publie nombre de ses idées de réforme sociale dans la revue spécialisée Soziale Arbeit, qu'elle fonde, un organe pour toutes les femmes socialement actives.

## Mouvement des femmes
À partir de 1918, elle est membre du conseil d'administration général du Bund deutscher Frauenvereine (Fédération des associations féminines allemandes) et, en 1931, est élue au conseil d'administration plus restreint. Son engagement concerne plus particulièrement aux femmes qui travaillent dans le domaine de la protection de l'enfance et de la jeunesse. Elle souhaite que « l'ensemble du service social soit entre les mains des femmes, que l'État fasse en sorte que le travail maternel et féminin soit déterminé et exécuté par les femmes dans toute la mesure possible, du sommet jusqu'aux derniers organes ». Cependant, elle ne se considère pas explicitement comme une militante des droits des femmes, mais plutôt comme une politicienne sociale. Si elle représente une vision plutôt conservatrice des femmes et des familles elle a fait progresser, à sa manière, l’émancipation professionnelle et politique des femmes. Elle a permis aux femmes d'accéder à des postes de direction sur un pied d'égalité avec les hommes.

## Parlementaire
Dès l'introduction du droit de vote et d'éligibilité pour les femmes, Anna von Gierke est élue au conseil municipal de Charlottenbourg pour le Parti populaire national allemand (DNVP).

Lors des élections de 1919/1920, Anna von Gierke est élue membre de l'Assemblée nationale de Weimar. Elle préside la Commission de la politique démographique et la seul femme présidente de commission. Dans son discours du 18 octobre 1919, elle critique avec véhémence la politique sociale exprimée dans le projet de budget en ces termes :

« Nous n’avons aucune confiance en ce gouvernement et devons rester fondamentalement opposés. (…) Nous ne pouvons pas non plus accepter la précipitation (…) avec laquelle la politique sociale est désormais menée, une agitation qui donne parfois à certains le sentiment que ce ne sont pas les faits mais des raisons politiques qui déterminent les nouvelles lois, (…) comme s'il y avait une certaine peur derrière les législateurs, comme s'ils étaient dans un traîneau poursuivis par des loups, auxquels ils doivent jeter les biens de valeur les uns après les autre (…) juste pour reprendre leur souffle. »

En raison de son ascendance « non aryenne », l'aile raciste du Parti populaire national allemand bloque sa candidature pour les élections du Reichstag de 1920, à la suite de quoi, elle quitte le parti de même que son père, Otto van Gierke. Pour l'élection du conseil municipal du Grand Berlin en 1920 (de), qui a lieu deux semaines après les élections du Reichstag, elle lance la liste de l'Association des femmes sans parti (Parteilose Frauenvereinigung), qui échoue avec moins de 1 000 voix,.

## Années du nazisme
Le 31 octobre 1933, avec la prise de pouvoir des nazis et en application des Lois de Nuremberg, Anna von Gierke est démise de tous ses postes et privée de ses droits en raison de son ascendance « demie juive » (sa mère est juive).
La pension qui lui avait été promise n'ayant pas été versée, le foyer rural pour jeunes de Finkenkrug, enregistré à son nom, devient sa seule source du subsistance. Elle se retire de la direction mais continue à y travailler. Avec sa partenaire Isa Gruner (de), elle en fait un centre de conférence pour les groupes religieux et les groupes d'anciens étudiants,.
Isa Gruner dirige désormais les affaires de Landjugendheim GmbH dans l'esprit d'Anna von Gierke. C'est donc resté une oasis pour les enfants.
À partir de 1933, 15 enfants juifs orphelins connus furent cachés ici et leur émigration, principalement vers l'Angleterre, fut organisée.
Anna von Gierke continue à entretenir des contacts étroits avec ses maisons de jeunes et à s'occuper des personnes dans le besoin, sans distinction d'âge, de religion ou d'origine. Elle aide des juifs vivant dans la clandestinité (au moins 15 enfants juifs orphelins connus sont cachés au foyer rural de jeunes de Finkenkrug avant leur émigration, principalement vers l'Angleterre), procure des bons d'alimentation, trouve des hébergements et assure des connexions avec l'étranger,.
Anna von Gierke est impliquée au sein de l'Église confessante. Un groupe biblique se réunit dans son appartement, Carmerstrasse 12. De nombreuses personnes opposées au nazisme s'y croisent : Martin Niemöller, Hermann Maas, Marie Baum, Elisabeth von Thadden (qui vit temporairement dans la maison) Theodor Heuss et son épouse Elly Heuss-Knapp,.

## Fin de vie
Anna von Gierke décède d'une crise cardiaque dans son appartement de la Carmerstrasse 12 à Charlottenburg en 1943. Elle est enterrée au cimetière du Souvenir de l'Empereur Guillaume.

## Hommages
Une plaque commémorative est apposée à l'emplacement de leur maison familiale, Camerstrasse 12, en hommage à Otto et Anna von Gierke
Des espaces publics sont nommés en l'honneur de Anna von Gierke ; Anna-von-Gierke-Ring à Hambourg, Gierkeplatz et Gierkezeile à Berlin-Charlottenbourg.
La tombe d'Anna von Gierke est une tombe d'honneur de la ville de Berlin depuis 1965.
La Fondation Anna von Gierke à Francfort-sur-le-Main s'engage des enfants et des jeunes, particulièrement en ce qui concerne leur santé mentale,

## Publications (sélection)
- (de) Das Charlottenburger Jugendheim, Berlin, 1910 (OCLC 255242108)
- 25 Jahre Jugendheim und 5 weitere Jahre. 1894–1924, Berlin, Fänger und Heimann, 1924, 64 p. (OCLC 312286218)
- (de) « Hortfürsorge im Rahmen der Jugendwohlfahrtspflege », Deutsches Archiv für Jugendwohlfahrt,‎ 1930
- (de) avec Martha Abicht et Alice Bendix, 10 Jahre Landjugendheim Finkenkrug (Osthavelland)., 1932, 11 p. (DNB 573460167)